# Blåstrupig blåkråka
Blåstrupig blåkråka (Eurystomus gularis) är en fågel i familjen blåkråkor inom ordningen praktfåglar.

## Utseende och läte
Blåstrupig blåkråka är en karakteristisk fågel, med helt bronsfärgad kropp, blått på vingpennor och stjärt, blå strupe och en ljusgul kraftig näbb. Den liknar gulnäbbad blåkråka, men skiljer sig genom den bruna kroppen och blå strupen. Lätet är ett hårt "kleek", ofta levererat i snabba serier.

## Utbredning och systematik
Blåstrupig blåkråka förekommer i delar av Afrika. Den delas in i två underarter med följande utbredning:
- Eurystomus gularis gularis – förekommer i regnskogarna i Guinea och västra Kamerun
- Eurystomus gularis neglectus – förekommer i södra Nigeria, Uganda och Angola

## Levnadssätt
Blåstrupig blåkråka hittas i skogsområden, där den ofta ses sitta på grenar vid gläntor eller i trädtaket.

## Status och hot
Arten har ett stort utbredningsområde, men tros minska i antal, dock inte tillräckligt kraftigt för att den ska betraktas som hotad. Internationella naturvårdsunionen IUCN listar arten som livskraftig (LC).